# Wladimir Alexandrowitsch Alikin
Wladimir Alexandrowitsch Alikin (russisch Владимир Александрович Аликин, * 10. Mai 1957 in Nowo-Iljinsk, Oblast Perm) ist ein ehemaliger sowjetischer Biathlet und bis 2010 Trainer der russischen Biathlon-Herrenmannschaft.
Seine größten Erfolge feierte Alikin bei den Olympischen Winterspielen 1980 in Lake Placid, als er sowohl mit Alexander Tichonow, Wladimir Barnaschow und Anatoli Aljabjew Gold in der 4 × 7,5-km-Staffel holte, als auch Silber im 10-km-Sprint. Außerdem gewann er Bronze bei den Weltmeisterschaften 1982 im Sprint und dreimal in der Staffel (1979, 1981 und 1982).
Derzeit ist Alikin Trainer der russischen Herrenmannschaft, die bei den Biathlon-Weltmeisterschaften 2007 und 2008 Staffelweltmeister wurde.